# Nikita Tsvetkov
Nikita Tsvetkov, né le 14 février 2005 à Moscou, est un coureur cycliste ouzbek.

## Biographie
Nikita Tsvetkov est originaire de Moscou. Il court d'abord pour la Fédération russe durant sa jeunesse. Dans les rangs juniors, il devient champion de Russie à plusieurs reprises. Il obtient également de bons résultats sur des compétitions turques inscrites au calendrier de l'UCI en 2022. 
En 2023, il remporte trois étapes ainsi que le classement général du Tour of Marand-Aras, une course iranienne d'envergure internationale. Il décide également de changer de nationalité sportive pour concourir avec l'Ouzbékistan. Sous les couleurs de ce pays, il participe aux Jeux asiatiques, où il finit septième de la poursuite par équipes et neuvième de la course à l'américaine. 
Pour ses débuts espoirs, il rejoint l'équipe continentale Tashkent City Professional en 2024. Avec cette formation, il est notamment sacré champion d'Ouzbékistan du contre-la-montre chez les séniors. Il représente par ailleurs sa nouvelle nation aux Jeux olympiques de Paris, où il est aligné sur la course en ligne. Sur piste, il s'adjuge la médaille d'argent dans l'élimination aux championnats d'Asie. 
Lors de la saison 2025, il réalise de bonnes performances dans des épreuves de l'UCI Europe Tour et de l'UCI Asia Tour. Il devient notamment triple champion national d'Ouzbékistan. À partir du mois d'août, il intègre l'UCI ProTeam Solution Tech-Vini Fantini en tant que stagiaire.

## Palmarès sur route

### Par année
- 2022
  -  Champion de Russie de la montagne juniors[3]
  -  Champion de Russie par équipes juniors[4]
  - 2e étape du Velo Alanya Junior
  - 2e du Velo Alanya Junior
- 2023
  - Tour of Marand-Aras :
    - Classement général
    - 1re (contre-la-montre), 2e et 3e étapes
- 2024
  -  Champion d'Ouzbékistan du contre-la-montre
  - 3e du championnat d'Ouzbékistan sur route
- 2025
  -  Champion d'Ouzbékistan du contre-la-montre
  -  Champion d'Ouzbékistan sur route espoirs
  -  Champion d'Ouzbékistan du contre-la-montre espoirs
  - 2e et 3e étapes du Tour of Bostonliq
  - 2e du Grand Prix Kahramanmaraş
  - 3e du Tour of Bostonliq

### Classements mondiaux
| Année                                 | 2024 |
| ------------------------------------- | ---- |
| Classement mondial                    | 529e |
| UCI Asia Tour                         | 18e  |
|                                       |      |
| Légende : nc = non classéSource : UCI |      |

## Palmarès sur piste

### Championnats d'Asie
- New Delhi 2024
  -  Médaillé d'argent de l'élimination

### Championnats nationaux
- 2021
  -  Champion de Russie du scratch juniors[5]